# Danto Sugiyama
Danto Sugiyama (japanisch 杉山 弾斗 Sugiyama Danto; * 20. Mai 1999 in der Präfektur Tokio) ist ein japanischer Fußballspieler.

## Karriere
Sugiyama erlernte das Fußballspielen in der Schulmannschaft der Funabashi High School. Seinen ersten Vertrag unterschrieb er 2018 bei JEF United Chiba. Der Verein spielte in der zweithöchsten Liga des Landes, der J2 League. Für United Chiba absolvierte er drei Ligaspiele. 2019 wurde er an den Drittligisten Kataller Toyama verliehen. 2020 wurde er an den Drittligisten Kamatamare Sanuki verliehen.